# Karol Zygmunt Taube
Karol Zygmunt Taube, także Carlo Sigismund Taube, ps. „Holubovský” (niem. Zikmunt Karel Taube, ur. 4 lipca 1897 w Łodzi, zm. 2 lub 3 października lub 11 października 1944 w Auschwitz) – pianista i kompozytor pochodzenia żydowskiego. Ofiara Holokaustu.

## Życiorys
Studiował muzykę w Wiedniu u Ferruccio Busoniego i zarabiał na życie występując w kawiarniach w Wiedniu, Brnie i Pradze. 10 grudnia 1941 Taube wraz z żoną i synem został deportowany do Theresienstadt. Podczas pobytu w obozie grywał recitale fortepianowe i dyrygował koncertami plenerowymi w Terezinie. Internowanie pozwoliło mu poświęcić się komponowaniu przez większą ilość czasu niż wcześniej. Zaangażował się również w projekt kompozytorski – Symfonię Terezińską, w której zagrał zespół złożony ze skrzypków i akordeonistów, zastępujący partie instrumentów dętych.
Stworzył również inne krótkie utwory, które nie przetrwały II wojny światowej, takie jakie jak m.in.: Poemat, Kaprys i Medytacja, na skrzypce i fortepian oraz Kołysanka z getta na orkiestrę i alt. Jedynym utworem Taubego, który przetrwał wojnę, była kołysanka na sopran i fortepian zatytułowana Ein Jüdisches Kind (pol. Dziecko żydowskie, 1942) – pieśń, w której rodzice wyrażają miłość do dziecka, któremu nie są w stanie zapewnić domu. 1 października 1944 został wywieziony wraz z rodziną do Auschwitz.
W 2000 wytwórnia Leonarda Productions, wydała płytę Composers Of The Holocaust, na której znalazł się utwór Taubego – Ein Jüdisches Kind.

### Życie prywatne
Jego żoną była pisarka – Erika Taube.